# Baekhyun
Byun Baek-hyun (hangul: 변백현; Bucheon, Gyeonggi, 6 de mayo de 1992), más conocido como Baekhyun (백현), es un cantante, bailarín y actor surcoreano. Hizo su debut en 2012 como miembro del grupo surcoreano EXO, dentro de la subunidad EXO-K y más tarde en EXO-CBX. También es el líder del supergrupo SuperM.
Luego de participar activamente con su grupo, Baekhyun debutó como solista con el lanzamiento del miniálbum City Lights (2019). El EP fue un éxito comercial, vendiendo más de medio millón de copias y convirtiéndose en el álbum más vendido de un artista surcoreano en la década de 2010. Delight (2020), fue su segundo EP que vendió más de millón de copias, convirtiéndose en el primer disco de un solista de Corea del Sur en hacerlo en 19 años. En abril de 2021, su siguiente material discográfico Bambi logró vender más de un millón de copias por segunda vez consecutiva. Ha sido catalogado como el «Ídolo genio».

## Primeros años
Baekhyun nació el 6 de mayo de 1992 en Bucheon, Provincia de Gyeonggi. Además, cuenta con un hermano mayor llamado Baekbeom, quien le lleva siete años de diferencia. Inspirado por el cantante Rain, Baekhyun dio sus primeros pasos hacia su carrera como cantante a la edad de once años, cuando comenzó su entrenamiento. Durante su tiempo en la Escuela Secundaria de Jungwon en su ciudad natal, Baekhyun se destacó como el vocalista de una banda llamada 혼수상태 (Coma), la cual ganó un festival musical local. Además, recibió clases de piano impartidas por Kim Hyun-woo de DickPunks. Además de sus actividades musicales, durante su juventud, Baekhyun también se entrenó en artes marciales y logró alcanzar el grado de cinturón negro en hapkido.
Mientras se preparaba para el examen de ingreso a la Escuela de Artes de Seúl, Baekhyun fue descubierto por un agente de SM Entertainment. Posteriormente, en el año 2011, ingresó a la compañía a través del sistema de selección de talentos de SM, conocido como SM Casting System.

## Carrera

### 2012-17: Debut e inicio de carrera
El 30 de enero de 2012, Baekhyun fue oficialmente revelado como el noveno miembro de EXO. El grupo debutó oficialmente en abril de 2012 y desde entonces ha ganado popularidad significativa y éxito comercial.
En febrero de 2014, Baekhyun y su compañero Suho se convirtieron en presentadores de Inkigayo, el programa de la cadena SBS. Sin embargo, en noviembre del mismo año, decidieron dejar el programa para concentrarse en el regreso de su grupo. Luego, en julio, Baekhyun hizo su debut como actor musical al interpretar el papel de Don Lockwood en el musical Singin' in the Rain de SM C&C.

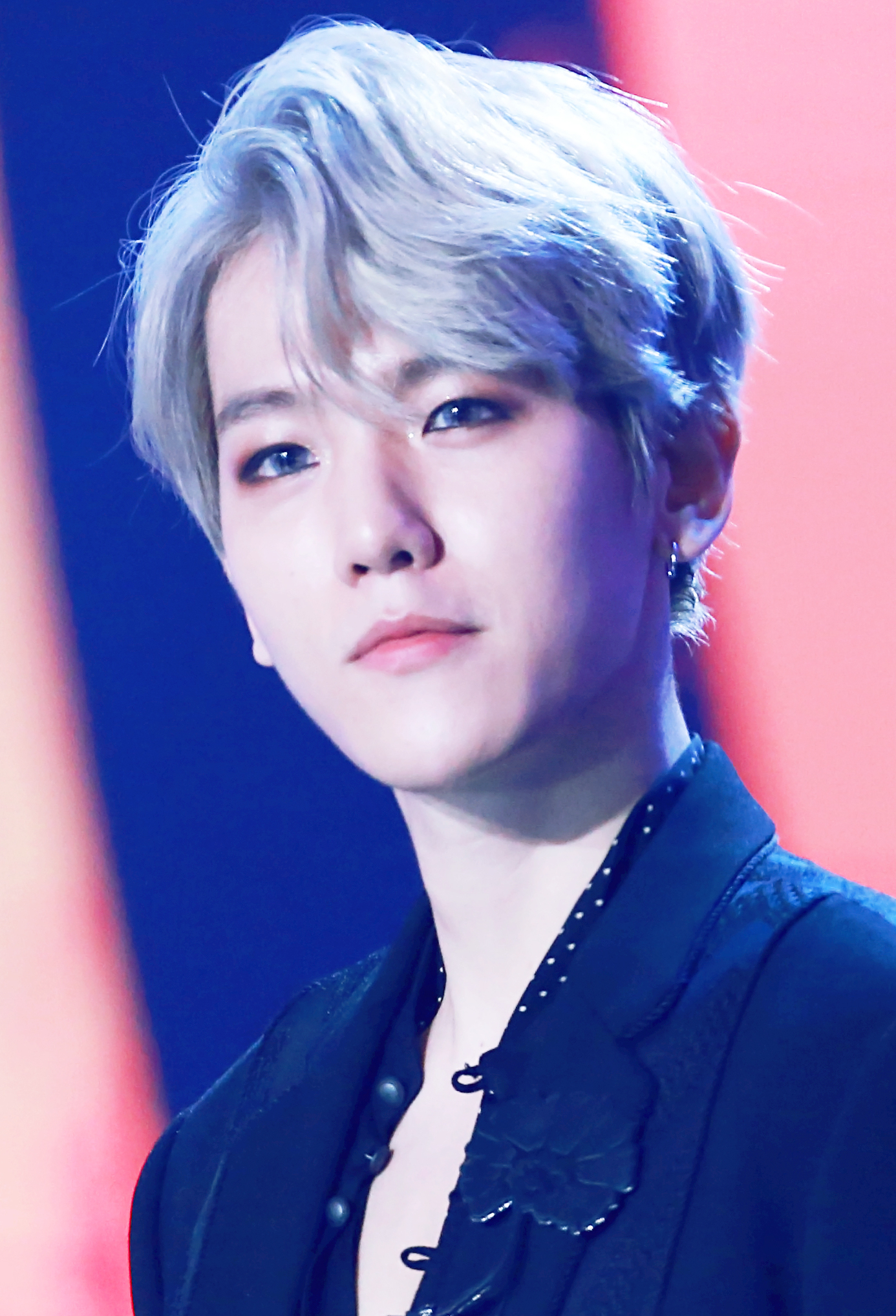
Baekhyun en Melon Music Awards en diciembre de 2017.

En abril de 2015, Baekhyun lanzó su primera canción en solitario, titulada «Beautiful», como parte de la banda sonora del drama EXO Next Door. Esta canción marcó un hito al convertirse en la primera banda sonora de un web drama en alcanzar posiciones destacadas en varias listas musicales. En mayo, noticias revelaron que Baekhyun sería el protagonista de la película de acción Dokgo, compartiendo pantalla con el actor Yeo Jin-goo. Sin embargo, la producción de la película fue cancelada en enero de 2016. En diciembre, Baekhyun rindió un emotivo homenaje al difunto cantante Kim Hyun-sik al interpretar su canción «Like Rain Like Music» en el programa musical de fin de año SBS Gayo Daejeon. La actuación fue tan apreciada que posteriormente la versión de Baekhyun se lanzó de manera digital
En enero de 2016, Baekhyun y Suzy lanzaron un emocionante dueto titulado «Dream».  La canción rápidamente se convirtió en un éxito en las listas musicales, y posteriormente alcanzó el primer lugar en el Gaon Digital Chart. Además de su éxito en las listas, «Dream» también logró cinco victorias en Music Bank e Inkigayo. En abril, Baekhyun fue galardonado con el premio YinYueTai V-Chart por ser reconocido como el cantante más popular de Corea del Sur. En mayo, Baekhyun y K.Will lanzaron un dueto titulado «The Day» como parte del proyecto SM Station. En agosto, Baekhyun hizo su debut como actor de televisión en el drama Moon Lovers: Scarlet Heart Ryeo, una adaptación surcoreana de la novela china Bu Bu Jing Xin. Su destacada actuación le valió un premio en los SBS Drama Awards. También participó en una colaboración con Chen y Xiumin, creando una banda sonora titulada «For You¢ para el drama. En octubre, Baekhyun, junto con sus compañeros mencionados anteriormente, formaron el subgrupo EXO-CBX. Su debut tuvo lugar el 31 de octubre con el lanzamiento del miniálbum titulado Hey Mama!. En noviembre, Baekhyun participó en un torneo de League of Legends, el «2016 SM Super Celeb League», organizado por su compañía. En este torneo, él y su compañero de empresa, Heechul, compitieron junto a jugadores profesionales y fanáticos de Corea del Sur y China.
En febrero de 2017, Baekhyun y Soyou realizaron un dueto titulado «Rain». La canción logró alcanzar el primer lugar en varias listas musicales y consiguió un all-kil, convirtiendo a Baekhyun en el primer artista de su empresa en lograr este hito tanto en 2016 con «Dream» como en 2017 con «Rain». Además, en abril, Baekhyun lanzó un sencillo titulado «Take You Home» para la segunda temporada de SM Station. La canción alcanzó el duodécimo puesto en el Gaon Digital Chart.

### 2018-2021: Debut como solista y SuperM
El 5 de febrero de 2018, Baekhyun tuvo el honor de interpretar el Himno Nacional de Corea del Sur en la ceremonia de apertura de la 132ª Sesión del Comité Olímpico Internacional. Durante este importante evento, se presentó frente a Moon Jae-in, el expresidente de Corea del Sur, y Lee Hee-beom, presidente del Comité Organizador de los Juegos Olímpicos de Pyeongchang 2018. En agosto de 2018, Baekhyun colaboró con el rapero Loco para lanzar la canción «Young» como parte de SM Station X 0. La canción alcanzó el cuarto puesto de la lista World Digital Song Sales.

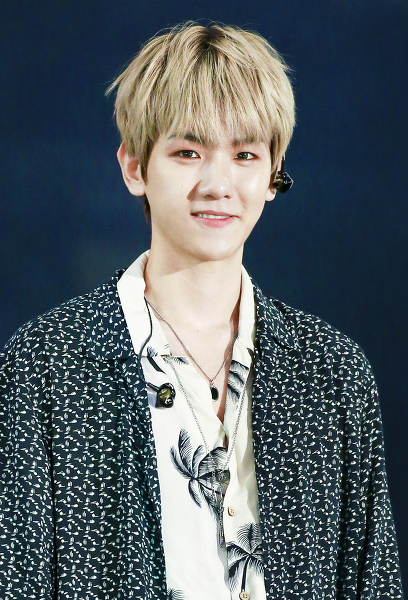
Baekhyun en Lotte Family Concert en junio de 2018.

El 10 de junio de 2019, se anunció que Baekhyun debutaría como solista en julio, convirtiéndose en el tercer integrante de EXO en hacerlo. Se reveló que el cantante debutaría con un EP titulado City Lights, el cual fue lanzado el 10 de julio. El EP se convirtió en el álbum más vendido de julio de 2019 en la lista de álbumes de Gaon, con un total de 508,321 copias. Eventualmente, el disco vendió más de 576,029 copias, convirtiéndose en el álbum solista más vendido en Corea del Sur desde Hestory (2003) de Kim Gun-mo, hasta que rompió su propio récord con el miniálbum Delight al año siguiente. El 7 de agosto, se confirmó la participación de Baekhyun como miembro de SuperM, un «supergrupo de K-pop» formado por SM Entertainment en colaboración con Capitol Records. Las promociones del grupo comenzaron en octubre, dirigidas al mercado estadounidense. El 4 de diciembre, Baekhyun recibió el premio al mejor artista masculino en los Mnet Asian Music Awards en reconocimiento al éxito de su álbum City Lights y su sencillo «UN Village».
Baekhyun lanzó la canción «My Love», para la banda sonora del drama Dr. Romantic 2, el 7 de enero de 2020. Al mes siguiente colaboró en la banda sonora de Hyena, con la canción «On the Road», lanzada oficialmente el 29 de febrero, a través de Danal Entertainment. El 22 de abril de 2020, se anunció que Baekhyun regresaría en solitario con su segundo miniálbum a finales de mayo. El 7 de mayo, se publicó la canción «Leo» de Bolbbalgan4, en la cual Baekhyun participó como invitado. El 25 de mayo, Baekhyun lanzó Delight, junto al sencillo «Candy». El EP obtuvo una cantidad de más de 732,000 copias anticipadas, lo que lo convirtió en el álbum más anticipado por un solista en la historia de Corea del Sur. El 1 de julio, se anunció que el álbum había vendido más de un millón de copias, convirtiéndolo en el primer álbum de un solista surcoreano en hacerlo desde Another Days (2001) de Kim Gun-mo. En el mismo mes, lanzó una versión de la canción «Garden in the Air» de la cantante surcoreana BoA como parte de un proyecto celebrando el vigésimo aniversario de la cantante. Más tarde en 2020, lanzó dos bandas sonoras, «Every Second» para Record of Youth y «Happy» para Do You Like Brahms?. El 6 de diciembre, Baekhyun ganó el premio como «Mejor artista masculino» en los Mnet Asian Music Awards por segundo año consecutivo. Más tarde, en diciembre, lanzó un sencillo digital titulado «Amusement Park».
El 3 de enero de 2021, Baekhyun realizó su primer concierto en solitario, Baekhyun: Light, que fue transmitido digitalmente a través de Beyond Live debido a restricciones relacionadas con la pandemia de COVID-19. El concierto atrajo a un total de 110 000 espectadores de 120 países. Un día después, lanzó «Get You Alone», el sencillo principal de su EP debut japonés, que fue lanzado el 21 de enero de 2021. El disco obtuvo una certificación de oro por parte de la Recording Industry Association of Japan. El 30 de marzo del mismo año, el cantante lanzó su tercer EP en coreano, Bambi.

### 2023-presente: Demanda a SM Entertainment
El 1 de junio, se anunció que Bekhyun, junto a Chen y Xiumin rescindrían sus contratos con SM para luego presentar una demanda contra SM en relación con la transparencia de los ingresos. En respuesta a SM, se confirmó que los tres ingerantes estaban estudiando la forma de seguir promocionándose como miembros de EXO tras los resultados de la demanda. El 19 de junio, se anunció que el conflicto fue resuelto y que los tres seguirían formando parte de SM Entertainment. El 17 de octubre, Riot Games anunció el debut de un nuevo grupo masculino del juego League of Legends, Heartsteel, que incluiría a Baekhyun dando voz al personaje Ezreal. El 24 de octubre, fue publicado el sencillo «Paranoia», con Baekhyun junto a Tobi Lou, Ozi y Cal Scruby.
El 8 de enero de 2024, Baekhyun dio inicio oficialmente a sus actividades en solitario bajo su propio sello, INB100, junto con sus compañeros de EXO, Xiumin y Chen, mientras que las actividades con su grupo continúan bajo SM Entertainment.

## Moda y anuncios
En mayo de 2018, Vogue reveló que Baekhyun colaboraría con Privé para lanzar su propia marca llamada Privé by BBH. Baekhyun es ahora el director cocreativo de la marca. En una entrevista con Forbes, Baekhyun explicó que su objetivo es «alentar a las personas a abrazar la valentía» al usar la ropa de su marca.
En septiembre de 2020, Baekhyun fue anunciado como embajador de la marca Burberry. Además, hizo historia al aparecer en solitario en la portada de la edición de octubre de Harper's Bazaar Korea, convirtiéndose en el primer artista masculino de K-pop en lograr este reconocimiento. También se convirtió en embajador de la marca Life Pharm.

## Vida personal
El 19 de junio de 2014, SM Entertainment confirmó que Baekhyun junto con otra artista de la discográfica, Taeyeon de Girls' Generation estaban en una relación sentimental. En septiembre de 2015, la agencia confirmó que habían terminado. Se ha dicho que «Taeyeon incluso tuvo que ir en secreto al concierto de EXO en marzo por Baekhyun, pero desafortunadamente no pudieron superar las dificultades que implicaba tener una cita a pesar de su apretada agenda. Aunque se han separado, se mantienen en buenos términos».

## Discografía

### EP
- 2019: City Lights
- 2020: Delight
- 2021: Baekhyun
- 2021: Bambi